# Senecioneae
Tribu
Synonymes
- Oresigonia Willd. ex DC.[2]
- Wernera Kuntze[2]
- Werneria Kunth[2]

Les Senecioneae sont une tribu de plantes à fleurs dicotylédones de la famille des Asteraceae, sous-famille des Asteroideae, à répartition quasi-cosmopolite, qui comprend environ 150 genres et 3000 espèces regroupés en 5 sous-tribus. C'est la plus grande tribu de la famille des Asteraceae. Environ un tiers de ses espèces appartiennent au seul genre Senecio.
Ses membres présentent probablement l'éventail de formes le plus grand possible de tout le règne végétal, et comprennent des  plantes annuelles, plantes alpines, plantes herbacées vivaces, des arbustes, des plantes grimpantes, succulentes, des arbres et des plantes semi-aquatiques.

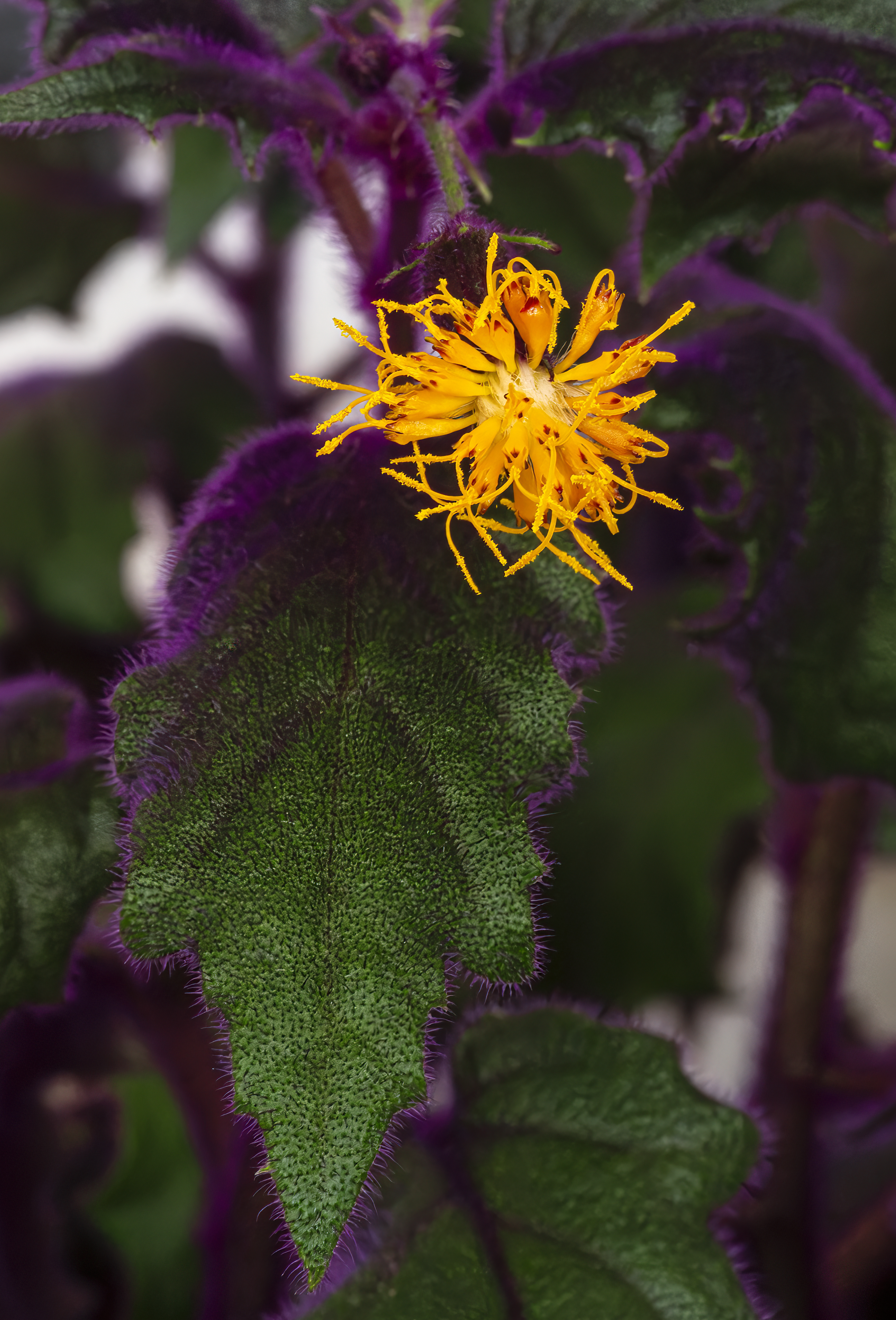
Gynura aurantiaca, cultivée comme plante d'intérieur.

Les plantes de cette tribu sont responsables de plus d'empoisonnements du bétail que toutes les autres espèces de plantes réunies. Les substances toxiques incriminées sont notamment des alcaloïdes pyrrolizidiniques chez Senecio, toxiques surtout pour les chevaux et les bovins, et des furanoérémophilanes chez Tetradymia, toxiques surtout chez les ovins.
Certaines espèces de Senecioneae sont des plantes horticoles bien connues (par exemple, dans les genres Doronicum, Emilia, Gynura, Ligularia, Pericallis et Senecio).

## Caractéristiques générales
Les plantes de la tribu des Senecioneae sont des plantes annuelles ou vivaces, des arbrisseaux, des arbustes, des arbres ou des plantes grimpantes. Les feuilles, généralement caulinaires, parfois principalement basales ou basales et caulinaires, sont en général alternes (rarement opposées), en général pétiolées (rarement peltées), parfois sessiles. Le limbe foliaire est entier, ou denté à pinnatifide. Les feuilles sont parfois transformées en épines, par exemple dans le genre Tetradymia). 

## Classification
Depuis l'époque de George Bentham, des efforts considérables ont été faits pour classer les Senecioneae et comprendre la remarquable diversité  morphologique de cette tribu.
La vision traditionnelle de la tribu a été celle d'un genre énorme, Senecio, auquel sont agrégés de nombreux autres genres qui présentent des degrés divers de différenciation. 
La circonscription et la délimitation de la tribu ont connu des phases d'expansion et des contraction au cours des décennies à mesure que des genres et des groupes de genres ont été inclus ou exclus, 
comme ce fut le cas pour Arnica, Liabum, Munnozia, Schistocarpha, etc. qui ont depuis alors été exclus.
Parmi les nombreuses causes potentielles de cette redéfinition constante, la plus importante est probablement la connaissance insuffisante des relations intergénériques ou une mauvaise compréhension de la phylogénie, renforcé par d'autres problèmes liés aux indices contradictoires des caractères morphologiques, à la grande taille de la tribu, à l'absence de délimitation précise du genre Senecio et au caractère naturel de ces assemblages combinés avec les limites imprécises des différentes espèces elles-mêmes.
De nombreux genres distincts ont été reconnus dans des études récentes, souvent avec des circonscriptions dérivées d'espèces représentatives sélectionnées. On ne sait pas encore si la reconnaissance de nombreux genres distincts conduit à une meilleure taxinomie que l'adoption de taxons infragénériques pour traiter les modèles de variation. Le maintien du genre Senecio en tant que concept large peut être défendu, au moins jusqu'à ce que des études de révision au niveau des espèces soient réalisées et que les résultats soient soumis à des analyses critiques. La plupart des genres exclus des Senecioneae au sens large ont été logés dans d'autres tribus, telles que les Liabeae ou les Heliantheae dans une circonscription large.

## Liste des genres et sous-tribus
Selon NCBI (24 octobre 2020) :
- sous-tribu des Abrotanellinae H.Rob. & al., 1998
  - Abrotanella Cass.
- sous-tribu des Brachyglottidineae
  - Acrisione B.Nord.
  - Bedfordia DC.
  - Brachyglottis J.R.Forst. & G.Forst.
  - Centropappus Hook.f.
  - Dolichoglottis B.Nord.
  - Haastia Hook.f.
  - Papuacalia Veldkamp
  - Traversia Hook.f., 1864
  - Urostemon B.Nord.
- sous-tribu des Othonninae Less., 1831
  - Euryops (Cass.) Cass.
  - Gymnodiscus Less.
  - Hertia Less.
  - Lopholaena DC.
  - Othonna L.
- sous-tribu des Senecioninae
  - Adenostyles Cass.
  - Antillanthus B.Nord.
  - Arbelaezaster Cuatrec.
  - Arrhenechthites Mattf.
  - Austrosynotis C.Jeffrey
  - Bethencourtia Choisy
  - Bolandia G.Cron
  - Cabreriella Cuatrec.
  - Cadiscus E.Mey. ex DC.
  - Canariothamnus B. Nord.
  - Caucasalia B.Nord.
  - Caxamarca M.O.Dillon & Sagást.
  - Charadranaetes J.Janovec & H.Rob.
  - Cineraria L.
  - Cissampelopsis (DC.) Miq.
  - Crassocephalum Moench
  - Culcitium Humb. & Bonpl.
  - Curio P. V. Heath
  - Dauresia B.Nord. & Pelser
  - Delairea Lem. (1 sp.)
  - Dendrocacalia (Nakai) Nakai ex Tuyama
  - Dendrophorbium (Cuatrec.) C.Jeffrey
  - Dendrosenecio (Hauman ex Hedberg) B.Nord.p.)
  - Digitacalia Pippen
  - Dolichorrhiza (Pojark.) Galushko
  - Dorobaea Cass.
  - Ekmaniopappus A.Borhidi
  - Elekmania B.Nord
  - Emilia (Cass.) Cass.
  - Erechtites Raf.
  - Eriotrix Cass.
  - Faujasia Cass.
  - Faujasiopsis C.Jeffrey
  - Garcibarrigoa Cuatrec.
  - Graphistylis B.Nord.
  - Gynura Cass.
  - Herodotia Urb. & Ekm.
  - Herreranthus B.Nord.
  - Hoehnephytum Cabrera
  - Hubertia Bory
  - Humbertacalia C.Jeffrey
  - Ignurbia B.Nord.
  - Io B.Nord.
  - Iocenes B.Nord.
  - Iranecio B.Nord.
  - Jacmaia B.Nord.
  -  Jacobaea Mill.
  -  Jessea H.Rob. & Cuatrec.
  -  Kleinia Mill.
  -  Lachanodes DC.
  -  Lamprocephalus B.Nord.
  -  Lasiocephalus Schlecht.
  -  Leonis B.Nord.
  -  Lomanthus B.Nord.& Pelser
  -  Lordhowea B.Nord.
  -  Lundinia B.Nord.
  -  Mattfeldia Urb.
  -  Mesogramma DC
  -  Mikaniopsis Milne-Redh.
  -  Misbrookea V.A.Funk
  -  Monticalia C.Jeffrey
  -  Nelsonianthus H.Rob. & Brettell
  -  Nesampelos B.Nord.
  -  Oldfeltia B.Nord. & Lundin
  -  Oligothrix DC.
  -  Oresbia G.Cron & B.Nord
  -  Packera A.Löve & D.Löve (65 spp.)
  -  Paracalia Cuatrec.
  -  Parafaujasia C.Jeffrey
  -  Pentacalia Cass. (225 spp.)
  -  Pericallis D.Don in Sweet
  -  Phaneroglossa B.Nord.
  -  Pippenalia McVaugh
  -  Pladaroxylon (Endl.) Hook. f.
  -  Pojarkovia Askerova
  -  Psacaliopsis H.Rob. & Brettell
  -  Pseudogynoxys (Greenm.) Cabrera
  -  Rugelia Shuttlew. ex Chapm
  -  Scrobicaria Cass.
  -  Senecio L.
  -  Shafera Greenm.
  -  Solanecio (Sch.Bip.) Walp.
  -  Steirodiscus Less.
  -  Stilpnogyne DC.
  -  Synotis (C.B.Clarke) C.Jeffrey & Y.L.Chen
  -  Talamancalia H.Rob. & Cuatrec.
  -  Villasenoria B.L.Clark
  -  Werneria Kunth
  -  Xenophyllum V.A.Funk
  -  Yermo Dorn
  -  Zemisia B.Nord.
- sous-tribu des Tussilagininae Dumort., 1827
  - Aequatorium B.Nord., 1978
  - Arnoglossum Raf., 1817
  - Barkleyanthus H.Rob. & Brettell, 1974
  - Blennosperma Less., 1832
  - Cacaliopsis A.Gray, 1884
  - Capelio Alciope DC., 1836
  - Chersodoma Phil., 1891
  - Cremanthodium Benth., 1873
  - Crocidium Hook., 1834
  - Endocellion Turcz. ex Herder, 1865
  - Farfugium Lindl., 1857
  - Gynoxys Cass., 1827
  - Hainanecio Y.Liu & Q.E.Yang, 2011
  - Homogyne Cass., 1816
  - Ischnea F.Muell., 1889
  - Japonicalia C.Ren & Q.E.Yang, 2017
  - Lepidospartum (A.Gray) A.Gray, 1884
  - Ligularia Cass., 1816
  - Ligularia × Cremanthodium
  - Ligulariopsis Y.L.Chen, 1996
  - Luina Benth., 1873
  - Miricacalia Kitam., 1936
  - Nemosenecio (Kitam.) B.Nord., 1978
  - Nordenstamia Lundin, 2006
  - Paragynoxys (Cuatrec.) Cuatrec., 1955
  - Parasenecio W.W.Sm. & J.Small, 1922
  - Petasites Mill., 1754
  - Pittocaulon H.Rob. & Brettell, 1973
  - Psacalium Cass., 1826
  - Rainiera Greene, 1898
  - Robinsonecio T.M.Barkley & Janovec, 1996
  - Robinsonia DC., 1833
  - Roldana La Llave, 1825
  - Sinacalia H.Rob. & Brettell, 1973
  - Sinosenecio B.Nord., 1978
  - Syneilesis Maxim., 1859
  - Taimingasa (Kitam.) C.Ren & Q.E.Yang, 2017
  - Telanthophora H.Rob. & Brettell, 1974
  - Tephroseris (Rchb.) Rchb., 1841
  - Tetradymia DC., 1837
  - Tussilago L., 1753